# Stazione meteorologica di Elba-Monte Calamita
La stazione meteorologica di Elba-Monte Calamita è la stazione meteorologica di riferimento per il Servizio Meteorologico dell'Aeronautica Militare e per l'Organizzazione Mondiale della Meteorologia relativa all'omonima montagna dell'Isola d'Elba, alla cui sommità trova ubicazione.

## Storia
La costruzione del teleposto avvenne nel 1958, a seguito della decisione di dismettere il semaforo di Piombino della Marina Militare dove era precedentemente attiva la stazione meteorologica di Piombino.
Alla suddetta infrastruttura venne affidato anche il compito di assistenza alla navigazione aerea e di controllo del traffico aereo a seguito della contemporanea dismissione delle preesistenti strutture presenti sull'isola d'Elba che svolgevano tali funzioni.

## Caratteristiche
La stazione meteorologica è situata nell'Italia centrale, in provincia di Livorno, sull'Isola d'Elba, sul Monte Calamita, nel comune di Capoliveri, a 397 metri s.l.m. e alle coordinate geografiche 42°43′49.85″N 10°23′42.3″E.
Le attività della stazione sono quelle di effettuare rilevazioni orarie con osservazioni sullo stato del cielo (nuvolosità in chiaro) e su temperatura, precipitazioni, umidità relativa, eliofania, pressione atmosferica con valore normalizzato al livello del mare, direzione e velocità del vento. La sua posizione, quasi sulla vetta del monte circondato dal mare, favorisce una scarsa escursione termica con rari giorni di gelo e con punte massime estive raramente elevate, ma al contempo tende a favorire la formazione, anche se temporanea, di nebbia per addensamenti di nubi bassi sul crinale.
Il teleposto ha sede all'interno di un fabbricato, suddiviso in un'area logistica e in un'area operativa: proprio in quest'ultima area si trovano l'ufficio meteorologico a cui è collegata la stazione meteorologica ubicata esternamente, i cui dati vengono poi inviati al Centro Nazionale di Meteorologia e Climatologia Aeronautica di Pratica di Mare.
Gli strumenti termoigrometrici sono collocati all'interno di una capannina lignea bianca, collocata all'altezza di 2 metri dal suolo su fondo erboso. L'anemometro si trova ad un'altezza di 10 metri dal suolo ed è ubicato alla sommità del Monte Calamita; l'osservatorio meteorologico è dotato anche di un pluviometro per la misura delle precipitazioni, di un eliofanografo per il calcolo della durata giornaliera del soleggiamento e di un piranografo per il rilevamento della radiazione solare.
Sulla vetta del promontorio si trova anche l'antenna delle telecomunicazioni per l'assistenza alla navigazione aerea e per il controllo del traffico aereo.

## Medie climatiche ufficiali

### Dati climatologici 1971-2000
In base alle medie climatiche del trentennio 1971-2000, le più recenti in uso, la temperatura media del mese più freddo, gennaio, è di 7,5 °C, mentre quella del mese più caldo, agosto, è di 23,1 °C; mediamente si contano 7 giorni di gelo all'anno e 6 giorni annui con temperatura massima uguale o superiore a 30 °C. Nel trentennio esaminato, i valori estremi annui di temperatura sono i +36,1 °C dell'agosto 1981 e i -7,4 °C del gennaio 1979.
Le precipitazioni medie annue si attestano a 679 mm, mediamente distribuite in 66 giorni, con minimo tra la tarda primavera e l'estate e picco massimo in autunno: rispetto alla media 1961-1990, è aumentato leggermente l'accumulo medio totale ma è diminuito sensibilmente il numero medio annuo dei giorni di pioggia.
L'umidità relativa media annua fa registrare il valore di 76,1% con minimo di 70% a luglio e massimo di 81% a novembre; mediamente, si contano 80 giorni annui con episodi nebbiosi.
Di seguito è riportata la tabella con le medie climatiche e i valori massimi e minimi assoluti registrati nel trantennio 1971-2000 e pubblicati nell'Atlante Climatico d'Italia del Servizio Meteorologico dell'Aeronautica Militare relativo al medesimo trentennio

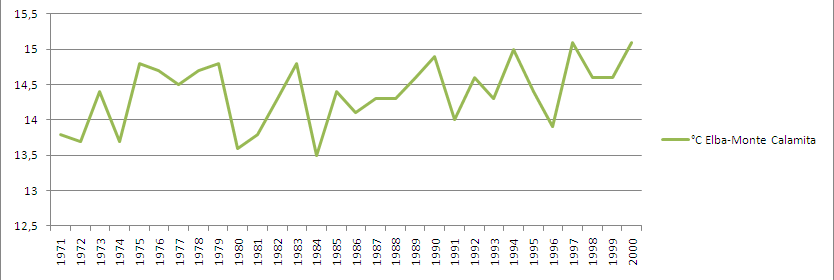
Andamento della temperatura media annua dal 1971 al 2000

| ELBA-MONTE CALAMITA (1971-2000) | Mesi        | Mesi        | Mesi        | Mesi        | Mesi        | Mesi        | Mesi        | Mesi        | Mesi        | Mesi        | Mesi        | Mesi        | Stagioni | Stagioni | Stagioni | Stagioni | Anno  |
| ELBA-MONTE CALAMITA (1971-2000) | Gen         | Feb         | Mar         | Apr         | Mag         | Giu         | Lug         | Ago         | Set         | Ott         | Nov         | Dic         | Inv      | Pri      | Est      | Aut      | Anno  |
| ------------------------------- | ----------- | ----------- | ----------- | ----------- | ----------- | ----------- | ----------- | ----------- | ----------- | ----------- | ----------- | ----------- | -------- | -------- | -------- | -------- | ----- |
| T. max. media (°C)              | 9,6         | 10,0        | 12,0        | 14,2        | 18,8        | 22,7        | 26,5        | 26,7        | 22,6        | 18,0        | 13,4        | 10,5        | 10,0     | 15,0     | 25,3     | 18,0     | 17,1  |
| T. min. media (°C)              | 5,3         | 5,0         | 6,3         | 8,5         | 12,3        | 15,8        | 19,0        | 19,5        | 16,4        | 12,9        | 9,0         | 6,5         | 5,6      | 9,0      | 18,1     | 12,8     | 11,4  |
| T. max. assoluta (°C)           | 16,2 (1999) | 18,0 (1990) | 20,0 (1974) | 22,4 (1975) | 29,6 (1979) | 32,0 (1981) | 34,3 (1983) | 36,1 (1981) | 32,0 (1975) | 25,0 (1990) | 24,6 (1999) | 16,8 (1986) | 18,0     | 29,6     | 36,1     | 32,0     | 36,1  |
| T. min. assoluta (°C)           | −7,4 (1979) | −4,4 (1982) | −6,4 (1971) | 1,2 (1979)  | 3,4 (1987)  | 5,0 (1986)  | 12,2 (2000) | 11,6 (1972) | 7,6 (1977)  | 2,0 (1974)  | −1,0 (1988) | −5,4 (1996) | −7,4     | −6,4     | 5,0      | −1,0     | −7,4  |
| Giorni di calura (Tmax ≥ 30 °C) | 0           | 0           | 0           | 0           | 0           | 0           | 2           | 4           | 0           | 0           | 0           | 0           | 0        | 0        | 6        | 0        | 6     |
| Giorni di gelo (Tmin ≤ 0 °C)    | 2           | 3           | 1           | 0           | 0           | 0           | 0           | 0           | 0           | 0           | 0           | 1           | 6        | 1        | 0        | 0        | 7     |
| Precipitazioni (mm)             | 59,5        | 75,6        | 56,2        | 57,8        | 31,6        | 26,8        | 13,8        | 41,5        | 75,0        | 101,6       | 88,7        | 50,5        | 185,6    | 145,6    | 82,1     | 265,3    | 678,6 |
| Giorni di pioggia               | 7           | 6           | 7           | 7           | 5           | 4           | 2           | 2           | 5           | 8           | 7           | 6           | 19       | 19       | 8        | 20       | 66    |
| Giorni di nebbia                | 8           | 7           | 9           | 11          | 8           | 6           | 4           | 5           | 7           | 8           | 7           | 6           | 21       | 28       | 15       | 22       | 86    |
| Umidità relativa media (%)      | 79          | 75          | 75          | 77          | 75          | 73          | 70          | 72          | 76          | 80          | 81          | 80          | 78       | 75,7     | 71,7     | 79       | 76,1  |

### Dati climatologici 1961-1990
In base alla media trentennale di riferimento 1961-1990, ancora in uso per l'Organizzazione meteorologica mondiale e denominata Climate Normal (CLINO), la temperatura media del mese più freddo, gennaio, si attesta attorno ai +7 °C; quella dei mesi più caldi, luglio e agosto, è di quasi +23 °C. Mediamente, si contano 8 giorni di gelo all'anno. Nel trentennio esaminato, la temperatura minima assoluta ha toccato i -9,9 °C nel gennaio 1963 (media delle minime assolute annue di -3,2 °C), mentre la massima assoluta ha raggiunto i +36,1 °C nell'agosto 1981 (media delle massime assolute annue di +32,0 °C).
La nuvolosità media annua si attesta a 3,9 okta giornalieri, con minimo di 2,3 okta giornalieri a luglio e massimo di 4,8 okta giornalieri a novembre.
Le precipitazioni medie annue, attorno ai 650 mm nel suddetto periodo trentennale, sono distribuite mediamente in ben 99 giorni per gli effetti orografici locali: si caratterizzano per un picco autunnale ed un massimo secondario tardoinvernale.
L'umidità relativa media annua fa registrare il valore di 75,8% con minimo di 68% a luglio e massimo di 81% a novembre.
L'eliofania assoluta media annua di attesta a 5,9 ore giornaliere, con massimo di 8,9 ore giornaliere a luglio e minimo di 3,7 ore giornaliere a dicembre.

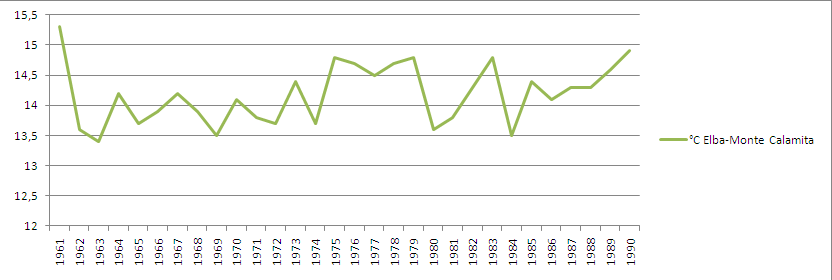
Andamento della temperatura media annua dal 1961 al 1990

| ELBA-MONTE CALAMITA (1961-1990)    | Mesi        | Mesi        | Mesi        | Mesi        | Mesi        | Mesi        | Mesi        | Mesi        | Mesi        | Mesi        | Mesi        | Mesi        | Stagioni | Stagioni | Stagioni | Stagioni | Anno  |
| ELBA-MONTE CALAMITA (1961-1990)    | Gen         | Feb         | Mar         | Apr         | Mag         | Giu         | Lug         | Ago         | Set         | Ott         | Nov         | Dic         | Inv      | Pri      | Est      | Aut      | Anno  |
| ---------------------------------- | ----------- | ----------- | ----------- | ----------- | ----------- | ----------- | ----------- | ----------- | ----------- | ----------- | ----------- | ----------- | -------- | -------- | -------- | -------- | ----- |
| T. max. media (°C)                 | 9,2         | 9,8         | 11,6        | 14,4        | 18,5        | 22,4        | 26,4        | 26,1        | 22,6        | 18,0        | 13,5        | 10,0        | 9,7      | 14,8     | 25,0     | 18,0     | 16,9  |
| T. min. media (°C)                 | 4,9         | 4,8         | 6,0         | 8,5         | 11,9        | 15,4        | 18,6        | 18,8        | 16,3        | 12,8        | 9,1         | 6,1         | 5,3      | 8,8      | 17,6     | 12,7     | 11,1  |
| T. max. assoluta (°C)              | 18,2 (1962) | 18,0 (1990) | 20,0 (1974) | 22,8 (1961) | 29,6 (1979) | 32,0 (1981) | 34,3 (1983) | 36,1 (1981) | 32,0 (1975) | 25,0 (1990) | 20,0 (1969) | 16,8 (1986) | 18,2     | 29,6     | 36,1     | 32,0     | 36,1  |
| T. min. assoluta (°C)              | −9,9 (1963) | −4,4 (1982) | −6,4 (1971) | 1,2 (1979)  | 3,4 (1987)  | 5,0 (1986)  | 9,9 (1962)  | 11,6 (1972) | 7,6 (1977)  | 2,0 (1974)  | −1,0 (1988) | −5,4 (1961) | −9,9     | −6,4     | 5,0      | −1,0     | −9,9  |
| Giorni di gelo (Tmin ≤ 0 °C)       | 3           | 3           | 1           | 0           | 0           | 0           | 0           | 0           | 0           | 0           | 0           | 1           | 7        | 1        | 0        | 0        | 8     |
| Nuvolosità (okta al giorno)        | 4,7         | 4,6         | 4,5         | 4,5         | 4,1         | 3,4         | 2,3         | 2,7         | 3,4         | 3,8         | 4,8         | 4,5         | 4,6      | 4,4      | 2,8      | 4,0      | 3,9   |
| Precipitazioni (mm)                | 61,9        | 71,7        | 58,4        | 50,2        | 40,5        | 27,6        | 15,1        | 31,1        | 58,6        | 96,0        | 86,3        | 65,1        | 198,7    | 149,1    | 73,8     | 240,9    | 662,5 |
| Giorni di pioggia                  | 10          | 10          | 10          | 9           | 7           | 6           | 4           | 5           | 7           | 10          | 11          | 10          | 30       | 26       | 15       | 28       | 99    |
| Umidità relativa media (%)         | 77          | 76          | 75          | 76          | 76          | 73          | 68          | 72          | 76          | 80          | 81          | 79          | 77,3     | 75,7     | 71       | 79       | 75,8  |
| Eliofania assoluta (ore al giorno) | 4,3         | 4,2         | 5,0         | 6,1         | 6,3         | 7,9         | 8,9         | 8,3         | 6,7         | 4,9         | 3,9         | 3,7         | 4,1      | 5,8      | 8,4      | 5,2      | 5,9   |

## Valori estremi

### Temperature estreme mensili dal 1961 ad oggi
Nella tabella sottostante sono riportate le temperature massime e minime assolute mensili, stagionali ed annuali dal 1961 ad oggi, con il relativo anno in cui si queste si sono registrate: nel quarantennio, la minima assoluta ha toccato i -9,9 °C nel gennaio 1963, mentre la massima assoluta ha fatto registrare i +37,2 °C nell'agosto 2017.
| ELBA-MONTE CALAMITA (1961-2023) | Mesi        | Mesi        | Mesi        | Mesi        | Mesi        | Mesi        | Mesi        | Mesi        | Mesi        | Mesi        | Mesi        | Mesi        | Stagioni | Stagioni | Stagioni | Stagioni | Anno |
| ELBA-MONTE CALAMITA (1961-2023) | Gen         | Feb         | Mar         | Apr         | Mag         | Giu         | Lug         | Ago         | Set         | Ott         | Nov         | Dic         | Inv      | Pri      | Est      | Aut      | Anno |
| ------------------------------- | ----------- | ----------- | ----------- | ----------- | ----------- | ----------- | ----------- | ----------- | ----------- | ----------- | ----------- | ----------- | -------- | -------- | -------- | -------- | ---- |
| T. max. assoluta (°C)           | 18,2 (1962) | 18,0 (1990) | 22,0 (2012) | 24,8 (2022) | 33,2 (2022) | 33,4 (2019) | 35,0 (2020) | 37,2 (2017) | 32,0 (1975) | 27,0 (2011) | 24,6 (1999) | 17,2 (2006) | 18,2     | 33,2     | 37,2     | 32,0     | 37,2 |
| T. min. assoluta (°C)           | −9,9 (1963) | −5,4 (2018) | −6,4 (1971) | 1,2 (1979)  | 3,4 (1987)  | 5,0 (1986)  | 9,9 (1962)  | 11,6 (1972) | 7,6 (1977)  | 2,0 (1974)  | −1,0 (1988) | −5,4 (1961) | −9,9     | −6,4     | 5,0      | −1,0     | −9,9 |

### Temperature estreme decadali dal 1961 in poi
Di seguito sono riportate le temperature estreme decadali registrate dal 1961 in poi, con la relativa data in cui si sono verificate.
| Decadi          | Temperature massime assolute e relative date                          | Temperature minime assolute e relative date  |
| --------------- | --------------------------------------------------------------------- | -------------------------------------------- |
| 1°-10 gennaio   | +18,2 °C il 2 gennaio 1962                                            | -7,4 °C il 3 gennaio 1979                    |
| 11-20 gennaio   | +17,6 °C il 13 gennaio 2004                                           | -5,2 °C il 14 gennaio 1963                   |
| 21-31 gennaio   | +16,2 °C il 28 gennaio 1987 e il 25 gennaio 1995                      | -9,9 °C il 24 gennaio 1963                   |
| 1°-10 febbraio  | +16,4 °C il 10 febbraio 1979                                          | -4,6 °C il 10 febbraio 2012                  |
| 11-20 febbraio  | +17,2 °C l'11 febbraio 2020                                           | -5,0 °C l'11 febbraio 2012                   |
| 21-29 febbraio  | +18,0 °C il 22 febbraio 1990                                          | -5,4 °C il 27 febbraio 2018                  |
| 1°-10 marzo     | +20,0 °C il 1º marzo 2012                                             | -6,4 °C il 6 marzo 1971                      |
| 11-20 marzo     | +19,8 °C il 16 marzo 1999                                             | -2,6 °C il 15 marzo 1962                     |
| 21-31 marzo     | +22,0 °C il 28 marzo 2012                                             | +0,5 °C il 26 marzo 1963                     |
| 1°-10 aprile    | +23,8 °C il 6 aprile 2016                                             | +1,2 °C il 3 aprile 1973 e il 7 aprile 1979  |
| 11-20 aprile    | +24,8 °C il 16 aprile 2022                                            | +1,6 °C il 13 aprile 1973                    |
| 21-30 aprile    | +24,6 °C il 28 aprile 2018                                            | +2,4 °C il 21 aprile 1991                    |
| 1°-10 maggio    | +25,4 °C il 10 maggio 2015                                            | +3,4 °C il 4 maggio 1987                     |
| 11-20 maggio    | +28,6 °C il 18 maggio 2022                                            | +6,8 °C il 17 maggio 1991                    |
| 21-31 maggio    | +33,2 °C il 27 maggio 2022                                            | +5,2 °C il 31 maggio 1986                    |
| 1°-10 giugno    | +31,4 °C il 9 giugno 2014                                             | +5,0 °C il 1º giugno 1986                    |
| 11-20 giugno    | +32,0 °C il 13 giugno 1981 e il 17 giugno 2017                        | +9,2 °C il 13 giugno 1967                    |
| 21-30 giugno    | +33,4 °C il 26 giugno 2019                                            | +9,6 °C il 22 giugno 1981                    |
| 1°-10 luglio    | +34,4 °C il 4 luglio 2022                                             | +9,9 °C il 10 luglio 1969                    |
| 11-20 luglio    | +34,6 °C il 19 luglio 2022                                            | +10,2 °C il 16 luglio 1970                   |
| 21-31 luglio    | +35,0 °C il 31 luglio 2020                                            | +12,7 °C il 23 luglio 1976                   |
| 1°-10 agosto    | +37,2 °C il 3 agosto 2017                                             | +14,4 °C il 3 agosto 1976 e il 9 agosto 1984 |
| 11-20 agosto    | +35,4 °C il 12 agosto 2021                                            | +11,6 °C il 20 agosto 1972                   |
| 21-31 agosto    | +34,6 °C il 23 agosto 2011                                            | +12,6 °C il 28 agosto 1969                   |
| 1°-10 settembre | +31,0 °C il 5 settembre 2004                                          | +9,5 °C l'8 settembre 1963                   |
| 11-20 settembre | +32,0 °C il 17 settembre 1975                                         | +8,4 °C il 20 settembre 1977                 |
| 21-30 settembre | +28,6 °C il 28 settembre 2011                                         | +7,6 °C il 29 settembre 1977                 |
| 1°-10 ottobre   | +27,0 °C il 3 ottobre 2011                                            | +6,4 °C il 2 ottobre 1974                    |
| 11-20 ottobre   | +25,0 °C il 14 ottobre 1990                                           | +4,8 °C il 16 ottobre 1974                   |
| 21-31 ottobre   | +23,0 °C il 27 ottobre 2006 e il 22 ottobre 2012                      | +2,0 °C il 30 ottobre 1974                   |
| 1°-10 novembre  | +24,6 °C il 1º novembre 1999                                          | +0,8 °C l'8 novembre 1981                    |
| 11-20 novembre  | +19,0 °C il 17 novembre 1995                                          | +1,6 °C il 20 novembre 1998                  |
| 21-30 novembre  | +17,4 °C il 21 novembre 1972 e il 24 novembre 1984                    | -1,0 °C il 23 novembre 1988                  |
| 1°-10 dicembre  | +17,2 °C il 5 dicembre 2006, il 9 dicembre 2010 e il 1º dicembre 2011 | -4,2 °C il 3 dicembre 1973                   |
| 11-20 dicembre  | +16,8 °C il 19 dicembre 1986 e il 13 dicembre 2004                    | -5,4 °C il 17 dicembre 1961                  |
| 21-31 dicembre  | +16,2 °C il 25 dicembre 1995                                          | -5,4 °C il 28 dicembre 1996                  |